# Boston Naming Test
Der Boston Naming Test (BNT), der 1983 von Edith Kaplan, Harold Goodglass und Sandra Weintraub eingeführt wurde, ist ein weit verbreitetes neuropsychologisches Beurteilungsinstrument zur Messung des konfrontativen Wortzugriffs bei Personen mit Aphasie oder anderen Sprachstörungen infolge eines Schlaganfalls, Alzheimers oder einer anderen Demenzerkrankung. Ein häufiges und beeinträchtigendes Merkmal ist die anomische Aphasie, eine Beeinträchtigung der Fähigkeit, Objekte zu benennen. Der BNT enthält 60 Strichzeichnungen, deren Schwierigkeitsgrad abgestuft ist. Patienten mit Anomie haben häufig größere Schwierigkeiten nicht nur beim Benennen von schwierigen und seltenen Objekten, sondern auch bei einfachen und häufigen Objekten. Schwierigkeiten beim Benennen können entlang eines Kontinuums nach Rangfolge geordnet werden. Die Elemente werden nach ihrer Benennbarkeit geordnet, die mit ihrer Häufigkeit korreliert. Diese Art von Bildbenennungstest ist auch bei der Untersuchung von Kindern mit Lernschwierigkeiten und der Beurteilung von Erwachsenen mit Hirnverletzungen nützlich.

## Anweisungen zur Nutzung
Der 60-Punkte-BNT wird häufig verwendet, es gibt jedoch auch kürzere Versionen des Tests, die den Anforderungen der jeweiligen Beurteilung entsprechen. Bei den meisten Erwachsenen beginnt der Prüfer mit Punkt 30 und fährt mit Punkt 60 fort, es sei denn, bestimmte Abbruchkriterien – oder Kriterien für die Durchführung in umgekehrter Reihenfolge – sind erfüllt. Dem Patienten werden Zielreize gezeigt und er wird gebeten, jeden Zielpunkt innerhalb eines 20-Sekunden-Intervalls pro Versuch zu identifizieren. Der Prüfer notiert die Antworten des Patienten im Antwortheft. Wenn der Patient zunächst nicht die richtige Antwort gibt, gibt der Prüfer einen phonemischen Hinweis, der den Anfangslaut des Zielworts darstellt (z. B. „Muh“ für „Elch“). Ein Reizhinweis wird gegeben, wenn der Patient das Bild offensichtlich falsch interpretiert (z. B. wenn er ein Musikinstrument als Gebäude betrachtet). Weitere Durchführungskriterien sind im Testhandbuch angegeben. Nachdem der Patient den Test abgeschlossen hat, bewertet der Prüfer jeden Punkt mit + oder – gemäß den Antwortkodierungs- und Bewertungsverfahren.

## Gehirnbereiche, die mit der Namensgebung verbunden sind
Untersuchungen haben ergeben, dass mehrere bestimmte Gehirnregionen, die ein größeres Volumen und eine größere Integrität der grauen und weißen Substanz zeigten, mit einer besseren Aufgabenleistung im BNT verbunden waren. Die klassischen bekannten Sprachbereiche sind die Broca- und Wernicke-Areale im Frontal- bzw. Temporallappen der linken Hemisphäre (bei den meisten Menschen). Außerhalb dieser Bereiche in der linken Hemisphäre – insbesondere vor dem Broca-Areal – sowie in Regionen der rechten Hemisphäre liegen weitere Bereiche, die für Sprachprozesse aktiviert werden. Benennungsaufgaben scheinen mit dem linken Triangularis im Frontallappen und den oberen Temporallappenregionen (einschließlich des Planum temporale) verbunden zu sein. Während die Broca- und Wernicke-Areale in der linken Hemisphäre hauptsächlich für die Sprachproduktion bzw. das Sprachverständnis zuständig sind, spielen die Regionen der rechten Hemisphäre bekanntermaßen eine andere Rolle bei der Sprachverarbeitung, darunter Diskursplanung, Verständnis, Verstehen von Humor, Sarkasmus, Metaphern und indirekten Aufforderungen und die Erzeugung/das Verstehen emotionaler Prosody.